# 宗教与科学
宗教与科学的关系是从古典时期以来就是哲学家、神学家、科学家和其他人士一直研究的课题。来自不同的地域、文化和历史时代的观点中呈现出许多的多样性，有些观点将其视为一种抵触，另外一些观点则将其描述为一种和谐，还有观点提出它们相互影响甚微。 
哲学界和科学界的主流认为宗教与科学相冲突，但仍受到宗教界的质疑。从科学和理性的角度同时也是宗教哲学的角度，任何宗教信仰都需要接受检验，甚至你的神圣信仰也需要接受检验。即使有些信仰的主张不能由自然科学实证和通过，及哲学的合理逻辑思辨的来证明，也需要接受检验以及逻辑思辨来判定是否如此。
一些宗教信仰可能不会提出经验性主张，而是可能关注非经验性问题，例如伦理、道德和精神实践。在这些情况下，可能只需要用理性思维，根据其内部连贯性和逻辑一致性而不是科学实证检验来评估这些信念的有效性。然而，当宗教信仰确实提出经验主张时，这些主张需要接受科学检验以确定其有效性。例如，祈祷可以治愈身体疾病的说法是一种经验性的说法，可以通过科学研究来检验。如果研究一致表明祈祷对身体康复没有影响，那么这将质疑该特定宗教信仰主张的有效性。 
皮尤研究中心对于宗教与科学态度的调查数据显示，虽然绝大多数美国人尊重科学和科学家，但他们并不总是愿意接受与他们的宗教信仰完全矛盾的科学发现。 此外，当科学证据和长期持有的宗教信仰发生直接冲突时，许多美国人拒绝科学，转而支持他们信仰传统的教义。 宗教组织在大众普遍接受的证据下，也会接受与宗教主张相冲突的科学经验性主张。当宗教主张和科学界主张之间在经验问题上存在冲突时，按科学领域的共识来改变宗教主张， 是解决冲突的关键。        比如，科学界的成果最终推动天主教會修改了的一些基于宗教信仰的经验问题上主张，教宗现在希望大眾接受哥白尼的日心说、进化论和大爆炸理论。

## 历史
宗教、科学这两个词都是很晚近才出现的词。在社会学家给宗教下定义之前，人们虽然会进行宗教活动，但不知何为宗教。欧洲早期的科学其方法论也与现代有所不同，早期的自然科学研究往往被归为“自然哲学”。
在中世纪的欧洲，教会的神职人员很大程度上承担了大众教育的任务。在大众大都不识字的情况下，当时的知识人士大都是通晓拉丁文的神职人员（现在所称的平信徒（layman）最初的意思就是“不懂拉丁文的人”），很多古典时代的知识当时都是通过教会的修道院得到保存、传承的。中世纪的许多大学，如索邦大学、博洛尼亚大学、鲁汶大学都是在天主教会的支持下建立的。当时的大学之中，哲学与神学一般是分开讲授的。自然哲学这门学问研究自然界的规律，可说是后来现代科学的祖先。当时的大学中，相比神学科而言，（如果单纯研究自然界的话）自然哲学拥有较大的学术自由。欧洲宗教与科学很长时间内都保持很难分离的状态，一些神职人员本身也是科学家。例如英国皇家学会17世纪刚成立时，许多会员都是虔诚的基督教徒，甚至有的会员本身就是神职人员。早期的皇家学会虽然会避免单纯神学的讨论，但许多人的理念还是希望通过科学来证明传统的宗教教条是正确的。一般而言，直到启蒙运动前后，科学与宗教才逐渐真正分离，现代科学的方法论至19世纪方才逐步成型。在英语中，“科学家”（scientist）这个词于1834年方才出现。
但欧洲的教会与学者之间的冲突，早在启蒙运动之前就已出现。焦尔达诺·布鲁诺因坚定支持日心说而为普通大众所熟悉。 尽管日心说是否是他招惹天主教迫害的主要原因存在争议，但招惹天主教迫害而被判处火刑的主要原因是的确由于布鲁诺新的自由思想和科学主张与天主教信条产生冲突。  爱因斯坦钦佩布鲁诺，将其视一个为自由思想和科学而牺牲的烈士。罗素钦佩布鲁诺，认为他的哲学是向现代思维方法转换的先驱，也是自由思想和人类尊严的烈士。 伽利略事件曾因为观点与天主教会不同而被软禁。
科学的事实和观点的公众接受程度可能会受到宗教的影响；在美国有许多反对进化论（特别是关于人类）的人。一項2009年由皮尤研究中心做的調查顯示，「幾乎所有的科學家（97%）都認為，人類和其他的動物是透過演化而變成現在的樣子的，87%的科學家認為，這過程是自然發生的，包含了諸如天擇等的過程；然而科學界的主流觀點，也就是生物是透過天擇等過程演化來的這點，並非一般大眾普遍的看法，只有大約三分之一（32%）的民眾相信演化論。」然而美国国家科学院写了这么一句话："the evidence for evolution can be fully compatible with religious faith,（进化的证据可以与宗教信仰完全相容）"这个观点得到全球许多宗教教派的正式认可。 根據調查顯示,科學家信仰宗教的比例是最低的。皮尤研究中心的一份报告对美国科学促进会成员中的科学家进行了调查，结果发现只有33%的人相信上帝，而普通公众的这一比例为83%。

### 科学和宗教的概念
“科学”和“宗教”这两个概念本身是很晚近的发明。“宗教”一词最早出现在十七世纪的殖民活动、全球化与宗教改革中。 “科学”一词则出现在十九世纪。它被用来严格定义那些研究自然的学者。 在此之前“科学”一般被称为“自然哲学”。
在十九世纪，“佛教”、“印度教”、“道教”、“儒教”以及“世界宗教”等词汇第一次出现。 在古代和中世纪，“科学”和“宗教”的拉丁词源（scientia，religio）用来形容个人的内在特点或是美德，而与教条、仪式或是知识的源头无关。
十九世纪中，随着生物学、物理学等技术领域词汇的出现，“科学”获得了其现代意义的雏形。与此同时，学院和学会的建立加强了科学与社会文化其他方面的交流和互动“科学家(scientist)”一词在1834年为自然神学家威廉·惠威尔所创造。它用来描述那些探求知识、理解自然的学者 从古代亚里士多德开始，到十九世纪，对自然的研究一般被称作“自然哲学”。 牛顿的著作《自然哲学原理》 反映了当时对“自然哲学”含义接近“系统性的对自然的研究”。甚至在19世纪，开尔文勋爵和彼得·格思里·泰特（Peter Guthrie Tait）撰写的一篇论文，仍然以《论自然哲学》为题。
哲學之“哲”，較早源自《黃帝陰符經》“愚人以天地文理聖，我以時物文理哲。人以虞愚，我以不愚聖。人以期其聖，我以不期其聖。”
直到十七世纪，“宗教”一词才有了现代概念的雏形。在此之前，不论是圣经、古兰经和其它古代文献的原始文本，还是书写这些文献的人和文化，都不存在宗教的概念。 十九世纪，馬克斯·繆勒指出现在称作“古代宗教”的东西对于当时的人来说应该叫做“法律”。 例如，在希伯来语没有“宗教”一词的等价词汇，犹太教并不清晰的区分宗教、国家、种族、或民族的概念。 梵语中的“法”一词有时会被翻译成“宗教”，它有着法律和义务的含义。在印度经典中，“法学”有通过虔诚和仪式忏悔的含义。日本同样没有宗教的概念，也没有对应的词汇。直到1853年黑船来航，美国强迫日本政府签订一系列条约，要求宗教自由，日本才开始接触西方的宗教概念。

### 马丁路德宗教改革与现代科学的起源
一些科学史作者认为，马丁路德宗教改革、回归圣经运动，对于科学有一定影响。因为：
- 首先，在十六世纪以前的天主教上千年历史中，罗马教廷虽然秉持着以圣经为根基与核心的基督十字架救恩的信仰，但是，在自然世界观方面仍然延续着亚里斯多德、托勒密等古希腊罗马哲学家的宇宙观，其中有很多迷信与臆想，例如亚里斯多德五元素观念，托勒密宇宙论，甚至后来的占星术、炼金术、万物有灵观念等。这些罗马教廷的自然世界观宇宙论与圣经其实并没有任何关系。[44][45]
- 第二，罗马教廷把拉丁文圣经译本束之高阁、禁止人们翻译圣经，使普通人阅读圣经非常困难。这阻碍了普通人从圣经中明白基督教信仰的真实内涵以及怎样建立自然世界观。:363
- 其次，当马丁路德宗教改革以后，圣经的德语译本以及英语译本很快出现。在此时期，圣经对于很多基督徒思想家带来很大影响，一方面使得他们更坚定而系统地反对罗马天主教廷的专制，另一方面使得他们开始重新思考自然世界观体系的探索与建立方法。[39]
- 最后，在马丁路德宗教改革以后，基督徒思想家们从圣经出发，思考了研究自然科学的动机与意义。这样的关于科学动机的思考也推动了自然科学本身的诞生与爆炸性发展。[46]

如果，我们在上帝面前有谦卑之心；若我们对上帝的作为和工作有哪怕一点尊敬；若我们对人有哪怕一点恩慈之心，渴望把他们从贫穷和困乏中解救；若我们对寻求自然界的真相有哪怕一点热爱；若我们对暗昧无知有哪怕一点憎恨，并渴望净化我们的理解；——那么，我们必须去除这些偶像；它们把我们变成俘虏，使我们在神的创造面前幼稚无知。我们现在必须开始俯身，带着谦卑和尊敬，来仔细靠近、阅读神之创造的工作；在其中仔细思考，并摒除我们的任何偏见、偶像、谬误。——弗朗西斯·培根，《新方法论》（培根原著）
人若不是像小孩子的样式，就不能进入上帝的国度；同样，人若没有小孩子一样的谦卑、诚实的态度与心灵，也不能认识这个自然世界。——弗朗西斯·培根，《大变革与大复兴》

## 认识论分析
认识论研究侧重于认知论证、科学认知的合理性、宗教信仰的合理性以及各种相关问题。
认识论关注科学知识以及人们如何获得科学知识。从科学角度来看，知识通常被视为以证据和推理为基础的东西，可以通过经验观察和逻辑分析来验证。
宗教认识论试图理解来自宗教信仰的认识论问题。宗教哲学的改革的认识论的核心是这样的命题：对上帝的信仰可能是“适当基本的”，不需要从其他真理中推断出来就可以得到合理的保证。
科学与宗教追求宇宙中的知识的方法一般不同。科学讲究理智、经验和证据，而宗教讲究啟示、信仰和神圣，这些方法是完全不同的，它们截然相反。理智、经验和证据从根本上不承认启示、信仰和神圣是有效的知识来源（见： 科学规律）。

#### 科学进步改变宗教主张
科学和宗教信仰的合理性在认识论方法上的不同（经验观察和逻辑分析-上帝的信仰），在历史上产生了天主教会宗教信仰与科学界在经验问题上有发生冲突的案例，如哥白尼的日心说、达尔文进化论。 科学实证结果最终推动天主教会修改了的一些基于宗教信仰的主张，教皇现在希望大眾接受哥白尼的日心说、进化论和大爆炸理论。科学领域的共识最终改变了宗教在经验问题上的主张。 然而，科学实证结果被接受得以化解这种冲突，并不是一朝一夕的事，而是经过很长一段时间、经过很多争论和争议之后才发生的。
著名宗教领袖第十四世达赖喇嘛丹增嘉措曾说：“如果科学分析给出了肯定的结果，显示了某些佛教的主张是错误的”，“我们应该接受科学结果，放弃那些主张”，  他认同了科学实证引领宗教信仰主张的改变。 
科学对如何理解宗教经典产生重要影响。 在中世纪，字面理解《圣经》变得普遍，但经过科学学术的挑战后，现今坚持以字面解释《圣经》已经不多见于天主教了。尽管当代的基督教基要主义仍然坚持圣经无误，按字面意义理解《圣经》，但科学推动天主教会修改了主张。1936年,教宗庇护十一世创建宗座科学院, 其目的是促进数学、物理和自然科学的进步以及相关认识论问题的研究。2014年10月28日，教宗方濟各在梵蒂岡宗座科学院（Pontifical Academy of Sciences）發表演說，认为人们不应根据《圣经》的字面意义来理解创造过程, 上帝不是魔法師， 認為演化論及大爆炸理論是真實的。 
罗素在其《宗教与科学》书中的结论中认为，自哥白尼以来，每当科学与神学发生分歧时，科学都会获胜。

## 观点

### 独立论、相容論和分歧的相容化
宗教与科学的关系的独立论认，为二者探讨的人类生活领域是截然分开的，各司其职的话，就可以和平共处。
爱因斯坦]解释了科学和宗教领域涉及的范围，也认为当各司其职时，是可以和平共处。宗教领域只涉及对人类思想和行动的评价：它不能合理地谈论科学领域涉及的经验性事实和事实之间的关系。尽管宗教和科学本身的领域彼此明显区分，但两者之间仍然存在着牢固的相互关系和依赖关系。众所周知的宗教与科学之间的冲突(如加利略事件)，归因于宗教组织评判和审判本该是科学领域研讨的经验主张，以及对科学和宗教领域涉及的范围的误解。
关于相容論历史上的许多神学家、哲学家和科学家发现自己的信仰和科学之间没有冲突。物理學家卡爾·薩根、生物学家史蒂芬·古爾德、其他的科学家和一些当代神学家认为宗教和科学是不相重叠的权威，两者能够分别的在根本上解决在生活中不同方面的问题。科学家弗朗西斯科·阿亚拉，肯尼斯·R·米勒，约翰·波金霍尔，丹尼斯·亚力山大和法蘭西斯·柯林斯没有发现宗教与科学之间有必然的冲突。
但是， 一些神学家或科学史家，包括约翰·伦诺克斯，托马斯·贝里，布瑞恩·斯温和肯恩·威爾柏提出它们之间是互相联系的。
科学家查尔斯 A. 库尔森和哈罗德·Schilling都認為“科学和宗教的方法有很多共同之处。”
后者称科学与宗教都有三重结构——经验、理论解释和实际应用。库尔森认为“科学像宗教一样受到创造性想象的推动”，“科学不是仅仅收集事实”。他认为宗教应该而且确实“包含了类似于科学中的批判性反思。”宗教语言与科学语言之间也表现有相似性（参见《科学的修辞》）。
印度教历史上拥抱理性与经验主义，认为科学是合理的，但对世界的了解不全面。儒家在不同时期对于科学持不同观点。 
今天许多佛教徒认为科学与他们的信仰可以互相补充，当科学结果和某些宗教的主张相冲突时，应该接受科学结果，放弃那些主张。

#### 科学实证推动争论的相容化
科学与宗教趋近经验的方式不同，它们的不同之处就造成了很多争论。科学与数学——一种非常抽象的经验——紧密地绑在一起。而宗教与生活中的日常经验更为密切相关。关于对经验的解释，科学是描述性的，宗教是规范性的。
如果科学和数学像宗教那样规范世界，就是不当作为，将会像公元前6世纪毕达哥拉斯的门徒那样将一些属性强加于自然界。与此相反，规范性的伦理科学的支持者对科学不能引领"应然"的论点持有异议。反之亦然，如果宗教尝试描述性的方式，亦会强加不当属性给自然界。一个典型的例子就是现已过时的关于托勒密的地心说的信条。它一直被尊奉到伽利略及其支持者引发了科学和宗教思想的变化才被放弃。 科学实证结果最终推动天主教会修改了一些宗教信仰，化解了科学和宗教信仰冲突，两者在有冲突问题上变成了相容状态。

#### 信仰宗教的科学家发展了科学
尽管科学与宗教间存在差异，科学革命之前的大多数科技创新的是由信仰宗教的学者完成的。科学方法的许多特点是由古希腊、埃及、印度和苏美尔文明开创的。科学研究的方法在中世纪时期以及文艺复兴到启蒙时期，在天主教主导的欧洲得到发展。伊斯兰教也对数学、天文学等方面做出了巨大贡献。
历史上许多最著名的科学家自认是基督徒，其中包括帕斯卡、哥白尼、伽利略、开普勒、波义耳和现代遗传学的创始人孟德尔。大爆炸理论最初是由身兼天主教神父，数学家，天体物理学家，并于鲁汶天主教大学担任物理学教授的乔治·勒梅特在《原始原子的假设》首先提出的。
尽管这些基督徒科学家的科学发现和宗教主张相矛盾，如哥白尼和伽利略等，当发现宗教信仰的主张与科学结论冲突时，承受宗教组织巨大压力，敢于捍卫自己的科学结论，最终令宗教组织改变了这种与科学结论有冲突的宗教信仰的主张。然而，这是经过很长一段时间和经过很多争论之后才发生的。

#### 方法平行
科学和宗教的方法有很多共同点。 托马斯·库恩认为，科学是由范式构成的，而范式根植于文化传统，这和世俗视角的宗教观很相似。

迈克尔·波兰伊宣称对于普遍性的承诺有助于防范主观性，而不是科学领域里很多关于个人超脱的概念。波兰伊进一步宣称到，所有的知识都是个人的，从事科学研究的科学家的角色虽然不一定是主观的，却一定是很个人的。他补充说，科学家遵循的常常只是“理智之美、对称和‘经验性的共识’。” 他认为从事科学需要道德约束。  由于科学本身不提供道德标准， 道德约束可能来自宗教道德观， 或者世俗道德哲学理论。世俗道德哲学理论在不诉诸更高权威或神圣意志的情况下解释和证明道德。

#### 基督教观点
宗教信条与经验科学之间具有某种程度的一致性。上帝创世、造人的信条，可以引向一个观点——上帝安排人以认识世界。这一观点隐含在关于上帝形象的教义中。 托马斯·阿奎那说：“由于人具有理智，人被认为是按照上帝的形象造的。理智这一天赋使人可以模仿上帝，因此也是最像上帝形象的地方。”

### 不相容论-宗教主张与科学矛盾案例
爱因斯坦解释了科学和宗教领域涉及的范围，指出宗教组织按其宗教经典评判和审判本该是科学领域研讨的经验主张时，宗教与科学之间就会发生冲突。 宗教权威经常反对挑战其教义或权威的科学发现, 比如，宗教支持的地心说的说法与哥白尼提出的日心说相冲突、伽利略事件、达尔文等人的案例。  这是因为宗教通常基于信仰、传统和启示，而科学则基于经验证据、推理和观察。宗教信仰是否提出经验主张并不总是很清楚，因为宗教文本和传统通常包含经验和非经验元素。
罗素明确主张科学、理性地审视关于物质/自然世界的宗教主张，而不是在证据与它们相矛盾时仅仅基于信仰或传统接受它们。 
从科学和理性的角度同时也是宗教哲学的角度，任何宗教信仰都需要接受检验，甚至你的神圣信仰也需要接受检验。即使有些信仰的主张不能由自然科学实证和通过，及哲学的合理逻辑思辨的来证明，也需要接受检验以及逻辑思辨来判定是否如此。這樣的觀點認為， 科学和宗教信仰都可能涉及证据不足的信念或猜测，但受到挑战时， 处理方法有不同 科学中的猜测或信念受到挑战时，科学家依靠证据和科学方法来评估并可能修订他们的想法。猜测或假设可以通过实验、观察和数据分析来测试。如果证据不支持猜测或假设，科学家将修订或拒绝它。在科学中，经常会根据新证据或发现挑战和修订观点。 而在宗教中观点或信念受到时挑战时，它经常拒绝与科学领域相同水平的审查。而只是通过信仰、个人经验或解释宗教文本来辩护。即使面临相反的经验证据，也可能拒绝改变观点对于某些人来说，质疑或挑战宗教信仰可能被视为不尊重甚至亵渎神明。然而，对于其他人来说，对宗教信仰的挑战可能是成长和加深对信仰的理解的机会。
宗教主张与科学结论矛盾的例子还包括，牛津大学数学教授和科学哲学家约翰·伦诺克斯 (John Lennox) 仍然坚信耶稣复活和奇迹，因为他相信上帝有能力打破公认的自然法则。
理查德·道金斯在《上帝错觉》第二章第六节 <伟大的祷告实验>(THE GREAT PRAYER EXPERIMENT)中还介绍了令人感兴确的一个实验。用实验方法检验为病人做祷告是否改善他们的健康状况。双盲的方式进行，病人以严格随机的方式安排。2006年4月的《美国心脏杂志》（《在心脏导管搭桥病人中为病人祈祷的治疗效果研究》）所报道的研究结果清晰明了：接受祷告的病人与没有接受祷告的病人之间不存在任何差异。该实验由某宗教组织赞助，因为该组织对祷告的效力深信不疑，尽管实验结果否认了祷告作用。 理查德·道金斯在《上帝错觉》中指出，上帝的概念应该被视为关于宇宙的科学假设，并且与任何其他科学假设一样受到相同水平的审查和分析。他认为上帝的存在是一个经验问题，可以使用证据和推理进行调查和评估。
虽然许多宗教信仰确实是隐喻性的或象征性的，但也有一些宗教信仰被部分信徒们从字面上理解。例如，一些基督徒认为地球是在字面意义上的六日内创造的，而一些穆斯林则认为古兰经包含了在其启示时人类不为人知的科学事实。此外，即使一种宗教信仰是隐喻性的或象征性的，如果它对世界提出经验性主主张，它仍然可以接受实证检验。例如，地球是宇宙中心的说法可以解释为人类在宇宙中特殊地位的隐喻，但它也提出了一个可以通过科学观察来检验的经验论断。
尽管许多神学家说不再接受从字面上的圣经，仍然有很多人仍然接受从字面上的圣经经文，包括诺亚的故事。根据盖洛普的说法，大约50％的美国选民仍然从字面上接受圣经经文。  如果你把这本经文按字面解释到极致，有些人可以为1994年的谋杀辩护，即牧师保罗·詹宁斯·希尔开枪打死约翰布里顿医生和其保镖。希尔到死时声称他的行为得到了圣经的支持。(also see Anti-abortion violence)

#### 冲突论
冲突论认为科学思想与宗教思想之间存在逻辑上的冲突，其中最重要的冲突是现代科学思想的哲学范畴与宗教思想的哲学范畴之间的冲突。那些不承认这种冲突的人可能没有考虑到科学和宗教的哲学范畴方面。 爱因斯坦在他的《宗教与科学》中认为，当今宗教和科学领域之间冲突的主要根源在于人格神的概念。
他们中的典型代表有教父德尔图良，有哲学家、逻辑学家、数学家、历史学家伯特兰·罗素。两人构成了两个极端。德尔图良代表信仰至上的信徒的立场，罗素代表理性至上的一派科学家的态度。 德尔图良曾断言“雅典与耶路撒冷，学园与教会有何相干？”
罗素则撰写《科学与宗教》、《我为什么不是基督徒》等著述解释基督教信仰的虚假性。《科学与宗教》探讨了宗教信仰与科学理解之间的冲突, 批评传统宗教信仰是基于信仰和教条，而不是经验证据，而后者是科学探究的基础。他主张在塑造我们对宇宙的理解时，理性和思考的重要性，暗示科学方法提供了一种更可靠的探索和解释自然世界的方式。该书探讨了冲突的各个方面，包括宇宙的起源、道德的本质以及宗教在社会中的作用。
约翰·威廉·德雷珀等学者也支持冲突学说，认为宗教与科学在方法上、事实上和政治上有冲突。 当代科学家，如新無神論活動家理查德·道金斯、物理學家、諾貝爾獎得主史蒂文·温伯格以及一些原教旨主義的宗教人士支持宗教与科学冲突的观点。冲突学说在哲学家、科学家、及大众中很受认可。 
也有当代科学史学家不支持冲突学说。 尽管如此，他们也同意科学与宗教主张之间在经验问题上存在冲突。 比如，科学史学家加里·B·费恩格伦（Gary B. Ferngren）同意天主教主张和伽利略主张之间在经验问题上存在冲突，只是不认为这些冲突代表了科学与宗教之间普遍或不可避免的冲突。
爱因斯坦认为宗教只应涉及对人类思想和行动的评价，当宗教团体坚持圣经中记录的所有陈述的绝对真实性时，就会发生冲突。

#### 科学与宗教间的调和
爱因斯坦在其《宗教与科学：不可调和？》文中认为， 科学和宗教应该尊重彼此的领域和探究方法，而不是互相干扰或矛盾。 科学应该处理经验事实和自然规律，而宗教应该处理道德价值观和生命的意义：
- 科学应该承认宗教启发和推动了许多科学发现和创新，并为许多处于痛苦和绝望时期的人们提供了希望和安慰。
- 宗教应该承认科学丰富和扩展了我们对世界的知识和理解，并改善了我们的生活条件和福祉。宗教不应试图强加或否认任何科学理论或发现。

当宗教主张和科学界主张之间在经验问题上存在冲突时，按科学领域的共识来改变宗教主张， 是解决冲突的关键。科学界的成果最终推动天主教会修改了的一些基于宗教信仰的经验问题上主张，教皇现在希望大眾接受哥白尼的日心说、进化论和大爆炸理论。
常常受到批評的一個例子是教宗本篤十六世首次访问非洲大陆时曾表示称安全套可能使非洲艾滋病危机恶化。本篤十六世關於「安全套會惡化愛滋病危機」的觀點被科學界認為是不科學的。本篤十六世這樣說的原因是天主教的教義認為嫖娼、同性性行為是不道德的，但一些公共衛生工作者對本篤十六世的觀點表示了不滿。一些學者表示，在撒哈拉以南非洲愛滋病流行情況不容樂觀，當時估計已有2,200萬人受感染，而本篤十六世的言論可能會導致愛滋病進一步流行。 本篤十六世後來改变了观点，修正了他的論述 。
从科学和理性的观点，特别是当宗教信仰确实提出经验主张时，这些主张需要接受科学检验以确定其有效性。 上面提到的，本篤十六世的“安全套會惡化愛滋病危机”是可以验证的经验主张，需要接受科学检验以确定其有效性。  当本篤十六世修改了其基于宗教信仰的主张, 科学界关于安全套使用的建议最终被接受，冲突得以化解。

### 互补论-放弃与科学冲突的主张
宗教与科学互补论者尝试调和信仰与理性，试图论证信仰与理性是趋向相同真理的不同路径，殊途而同归。伊斯兰教权威教义学家、哲学家、法学家、教育家，正统苏菲主义的集大成者，安萨里（1058～1111）就是信仰与理性互补论者之一。 第十四世达赖喇嘛认为，当科学结果和某些宗教的主张相冲突时，应该接受科学结果，放弃那些主张。

#### 巴哈伊观点
巴哈伊信仰的基本教义之一就是科学与宗教的和谐。巴哈伊文本坚信，真正的宗教和科学是不相冲突的。阿博都巴哈（巴哈伊信仰创立者的继承人和儿子）说过，脱离了科学的宗教是迷信，脱离了宗教的科学是物质主义。他还告诫说，真正的宗教应和科学结论是一致的。

#### 佛教观点
越来越多的讨论认为佛教与科学是相容的。一些佛教的哲学和心理学教义与启蒙运动以来现代西方的科学和哲学思想有相似之处。例如佛教鼓励无偏见地探索自然世界。基于随机和经验的哲学原则在佛家和科学中是共通的。但是，佛教并不关注物质主义。
第十四世达赖喇嘛丹增嘉措曾花很多时间与科学家共处。在他的书《相对美丽的世界》中说：“我遨游于科学世界中的自信来源于我基本的信念，即在科学和佛学中一样，对现实本质的了解，是通过批判性探索的方式获得的。”“如果科学分析给出了肯定的结果，显示了某些佛教的主张是错误的，”他说，“我们应该接受科学结果，放弃那些主张。”

## 争论的焦点
在宗教与科学、信仰与理性的辩论中，争论的焦点是宗教或信仰能否为人们提供可靠的知识。是否对上帝的信仰可能是“适当基本的”，不需要从其他真理中推断出来就可以得到合理的保证。(见：认识论 和宗教认识论）
宗教理解的对象是不可见的精神实在，而科学的研究对象是可观察的物质实在。宗教描述其对象的语言是诗化的、模糊的；科学描述其对象的语言是力求简明、准确的。宗教信仰通常基于信仰、传统和启示，而科学则基于经验证据、推理和观察。哲学界和科学界的主流认为宗教与科学相冲突，但仍受到宗教界的质疑。
当宗教信仰的主张与科学的主张相矛盾时，从理性的角度人们无法回避在科学与宗教之间进行选择。有观点认为神灵、天国、死后生命等观念不具有可验证性，不能够证实也不能够证伪。 但从科学和理性的角度同时也是宗教哲学的角度，任何宗教信仰都需要接受检验，甚至你的神圣信仰也需要接受检验。即使有些信仰的主张不能由自然科学实证和通过，及哲学的合理逻辑思辨的来证明，也需要接受检验以及逻辑思辨来判定是否如此。